# Оушен-Ейкерс (Нью-Джерсі)
Оушен-Ейкерс (англ. Ocean Acres) — переписна місцевість (CDP) в США, в окрузі Оушен штату Нью-Джерсі. Населення — 18 185 осіб (2020).

## Географія
Оушен-Ейкерс розташований за координатами 39°44′30″ пн. ш. 74°16′52″ зх. д. / 39.74167° пн. ш. 74.28111° зх. д. (39.741788, -74.280983).  За даними Бюро перепису населення США в 2010 році переписна місцевість мала площу 15,43 км², з яких 15,15 км² — суходіл та 0,28 км² — водойми.

## Демографія
Згідно з переписом 2010 року, у переписній місцевості мешкали 16 142 особи в 5561 домогосподарстві у складі 4370 родин. Густота населення становила 1046 осіб/км².  Було 5923 помешкання (384/км²).
Расовий склад населення:
| - 94,1 % — білих - 1,4 % — чорних або афроамериканців - 1,4 % — азіатів - 0,1 % — корінних американців - 1,6 % — осіб інших рас |

До двох чи більше рас належало 1,3 %. Частка іспаномовних становила 5,8 % від усіх жителів.
За віковим діапазоном населення розподілялося таким чином: 27,2 % — особи молодші 18 років, 58,7 % — особи у віці 18—64 років, 14,1 % — особи у віці 65 років та старші. Медіана віку мешканця становила 39,2 року. На 100 осіб жіночої статі у переписній місцевості припадало 94,0 чоловіків;  на 100 жінок у віці від 18 років та старших — 89,6 чоловіків також старших 18 років.
Середній дохід на одне домашнє господарство  становив 85 602 долари США (медіана — 74 209), а середній дохід на одну сім'ю — 92 727 доларів (медіана — 79 781). Медіана доходів становила 62 104 долари для чоловіків та 50 247 доларів для жінок. За межею бідності перебувало 5,7 % осіб, у тому числі 6,2 % дітей у віці до 18 років та 6,1 % осіб у віці 65 років та старших.
Цивільне працевлаштоване населення становило 7340 осіб. Основні галузі зайнятості: освіта, охорона здоров'я та соціальна допомога — 29,1 %, мистецтво, розваги та відпочинок — 13,2 %, роздрібна торгівля — 13,1 %.